# HD 219134 b

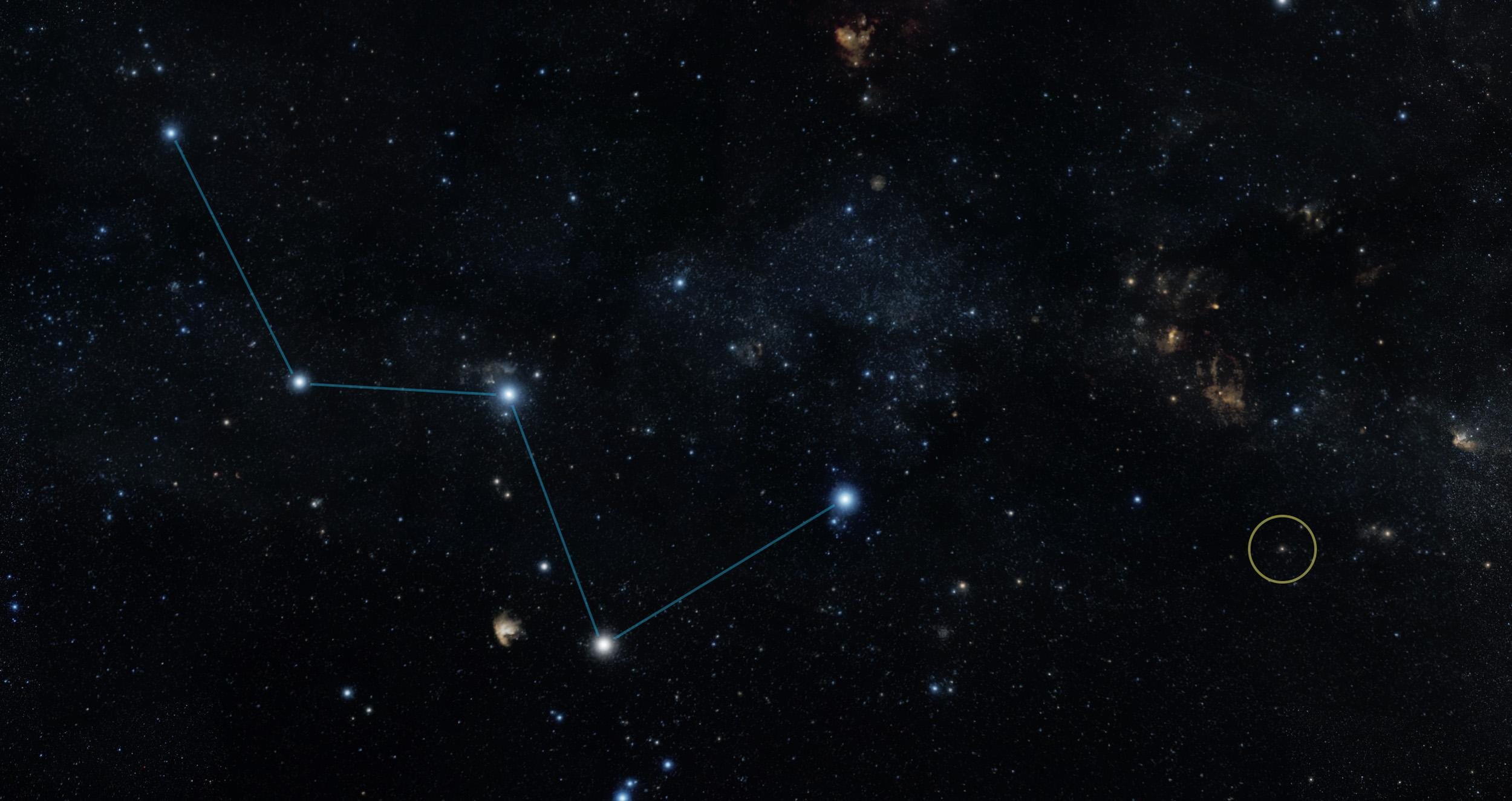
A estrela HR 8832 (circulada) encontra-se ao lado do "W" da constelação de Cassiopéia

HD 219134 b (ou HR 8832 b) é um exoplaneta maior que a Terra que está orbitando em torno de HR 8832, uma estrela da sequência principal que está localizada a 21 anos-luz de distância a partir da Terra, na constelação de Cassiopeia.

## Descoberta
O planeta extrassolar foi inicialmente com auxílio do instrumento HARPS-N do Telescopio Nazionale Galileo, instalado nas Ilhas Canárias, Espanha e que pertence a Itália, através do método de velocidade radial (velocidade de uma estrela ao longo da linha de vista de um observador) e, posteriormente, observado pelo telescópio Spitzer durante um trânsito do planeta em frente da sua estrela.

## Características
HD 219134b é maior do que a Terra e além disso, o exoplaneta orbita uma estrela visível a olho nu, em céu escuro, na constelação de Cassiopeia, próximo à Estrela Polar. Na época de sua descoberta HD 219134b foi o planeta fora do Sistema Solar mais próximo da Terra a ser detectado em trânsito, passando em frente da sua estrela e, por isso, ele é um corpo celeste ideal para futuros estudos, principalmente para verificar se tem atmosfera.
Se HD 219134b tiver atmosfera, a sua composição química pode imprimir uma "assinatura" na luz da estrela observada, e será um dos exoplanetas mais estudados nas próximas décadas", disse o investigador Michael Werner, da NASA.
Usando o método da velocidade radial, os astrônomos calcularam que o planeta tem uma massa 4,5 maior do que a Terra e orbita sua estrela hospedeira a cada três dias. Posteriormente, os astrônomos seguiram a superterra com o telescópio espacial Spitzer, da NASA, e detectaram a sua passagem em frente da sua estrela. Os dados recolhidos pelo telescópio, no registro da radiação infravermelha, revelaram que o tamanho de HD 219134b é 1,6 vez maior do que a Terra. Combinando o tamanho e a massa do exoplaneta, os astrônomos chegaram à sua densidade e confirmaram que se trata de um planeta rochoso, tal como a Terra. Sua temperatura é de cerca de 427 graus Celsius. Por ser extremamente quente, o mundo é pouco compatível com a vida, pelo menos na forma como a conhecemos.